# Oliven-Vegetationswasser
Oliven-Vegetationswasser, auch Oliven(mühlen)abwasser, Abkürzung OMWW nach englisch olive-mill wastewater,  ist ein Abfallprodukt aus der Gewinnung von Olivenöl.

## Gewinnung

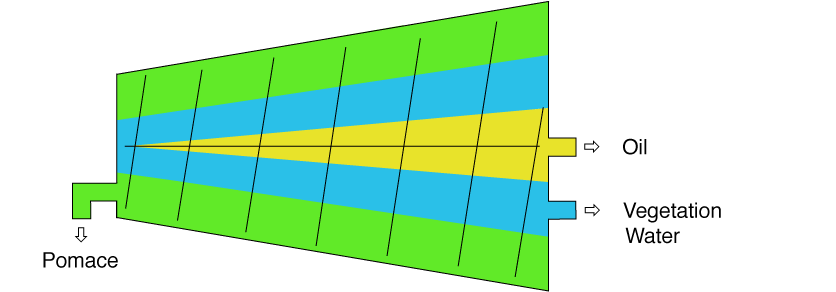
Funktionsweise eines industriellen Olivenöl-Dekanters mit den Abzügen der drei Haupterzeugnisse

Bei der Extraktion von Olivenöl in modernen Dekanter-Zentrifugen werden drei wesentliche Produkte unterschieden: das Olivenöl, der Trester und das Abwasser. Dessen Menge wird nicht nur vom natürlichen Vegetationswasser der Olive bestimmt, sondern auch vom hinzugesetzten Wasser.

## Eigenschaften
Das Vegetationswasser hat eine dunkle Farbe, einen charakteristischen, sehr intensiven Duft, einen leicht sauren pH-Wert, eine gute elektrische Leitfähigkeit und gerät durch das Vorhandensein von Zuckern und Proteinen leicht in Gärung.
Es weist eine hohe Konzentration organischer Substanzen auf, darunter Zucker, Pektine, Fette, stickstoffhaltige Substanzen, Polysäuren und mineralische Elemente wie Phosphor, Kalium, Magnesium und Calcium. Das Charakteristikum dieses Abfallprodukts sind jedoch die hohen Phenol- und Polyphenolkonzentrationen. Die ausgeprägten antimikrobiellen, antioxidativen und phytotoxischen Wirkungen machen es widerstandsfähig gegenüber biologischer Zersetzung in Kläranlagen. Damit stellt es ein Umweltproblem dar.

## Aufbereitung und Nutzung
Jährlich fallen weltweit über 30 Millionen Kubikmeter solcher Abwässer an. Da sie wegen der besonderen Eigenschaften nicht in Kläranlagen abgebaut werden können, stellen sie ein Umweltproblem dar. In den vergangenen Jahren wurden mehrere Verfahren zur Aufbereitung und Nutzung der Abwässer entwickelt. Eine Vorstufe bildet die Konzentration in großen Verdunstungsbecken. Alleine in Griechenland gibt es hiervon etwa 400. Von Bedeutung sind u. a. der Einsatz als Flüssigdünger in den Olivenbaumplantagen und Kompostierung.
Bestimmte Inhaltsstoffe, wie Hydroxytyrosol, Tyrosol, Verbascosid, Oleuropein und Oleocanthal, sollen wegen ihrer antioxidativen und entzündungshemmenden Eigenschaften, ähnlich den Phenolen im Olivenöl, eine gesundheitsfördernde Wirkung haben.